# Madeleine metróállomás
A Madeleine egy metróállomás Franciaországban, Párizsban, a párizsi metró 8-as, 12-es és 14-es metróvonalain.

## Nevezetességek a közelben
- A Madeleine-templom

## Metróvonalak
Az állomást az alábbi metróvonalak érintik:
- 8-as metróvonal
- 12-es metróvonal
- 14-es metróvonal

## Kapcsolódó állomások
A metróállomáshoz az alábbi állomások vannak a legközelebb:
- Concorde (Balard, 8-as metróvonal)
- Opéra (Pointe du Lac, 8-as metróvonal)
- Saint-Lazare (Mairie d’Aubervilliers, 12-es metróvonal)
- Concorde (Mairie d’Issy, 12-es metróvonal)
- Saint-Lazare (Saint-Denis Pleyel, 14-es metróvonal)
- Pyramides (Aéroport d'Orly, 14-es metróvonal)